# ألفارو خوسيه خيمينيز غيريرو
ألفارو خوسيه خيمينيز غيريرو (بالإسبانية: Álvaro Jiménez)‏ (19 مايو 1995 بقرطبة في إسبانيا - ) هو لاعب كرة قدم إسباني في مركز الوسط. لعب مع ريال سبورتينغ خيخون وريال مدريد ج وريال مدريد كاستيا وريال مدريد ونادي خيتافي.

## وصلات خارجية
- ألفارو خوسيه خيمينيز غيريرو على موقع قاعدة بيانات كرة القدم.إي يو (الإنجليزية)
- ألفارو خوسيه خيمينيز غيريرو على موقع Soccerway.com (الإنجليزية)
- ألفارو خوسيه خيمينيز غيريرو على موقع AS.com (الإسبانية)